# Paramekodon poulseni
Paramekodon poulseni is een mosselkreeftjessoort uit de familie van de Philomedidae. De wetenschappelijke naam van de soort is voor het eerst geldig gepubliceerd in 1968 door Kornicker.